# Clarksburg (Missouri)
Clarksburg és una població dels Estats Units a l'estat de Missouri. Segons el cens del 2000 tenia 375 habitants.

## Demografia
Segons el cens del 2000, Clarksburg tenia 375 habitants, 129 habitatges, i 81 famílies. La densitat de població era de 249,6 habitants per km².
Dels 129 habitatges en un 41,1% hi vivien nens de menys de 18 anys, en un 45% hi vivien parelles casades, en un 14% dones solteres, i en un 37,2% no eren unitats familiars. En el 33,3% dels habitatges hi vivien persones soles el 13,2% de les quals corresponia a persones de 65 anys o més que vivien soles. El nombre mitjà de persones vivint en cada habitatge era de 2,91 i el nombre mitjà de persones que vivien en cada família era de 3,78.
Per edats la població es repartia de la següent manera: un 38,9% tenia menys de 18 anys, un 7,5% entre 18 i 24, un 30,1% entre 25 i 44, un 14,1% de 45 a 60 i un 9,3% 65 anys o més.
L'edat mediana era de 27 anys. Per cada 100 dones de 18 o més anys hi havia 87,7 homes.
La renda mediana per habitatge era de 28.750 $ i la renda mediana per família de 37.292 $. Els homes tenien una renda mediana de 25.000 $ mentre que les dones 17.500 $. La renda per capita de la població era d'11.903 $. Entorn del 3,8% de les famílies i el 8,3% de la població estaven per davall del llindar de pobresa.

## Poblacions més properes
El següent diagrama mostra les poblacions més properes.